# Chiesa di Sant'Anna (Genova, Castelletto)
La chiesa di Sant'Anna, con annesso Convento e Antica Farmacia Sant'Anna dei padri carmelitani scalzi, è un luogo di culto cattolico del quartiere genovese di Castelletto. La chiesa, che si affaccia su un piccolo sagrato pavimentato in ciottoli e mattoni e circondato da alti platani, con le contigue Salita Superiore Sant'Anna e Salita Bachernia, costituisce un luogo inaspettato di particolare bellezza, caratterizzato da un'atmosfera d'altri tempi a pochi passi dal centro di Genova.

## Storia
Il convento di Sant'Anna fu la prima fondazione al di fuori della Spagna dei religiosi Carmelitani Scalzi aderenti alla riforma di Teresa d'Avila e Giovanni della Croce, avvenuta circa vent’anni prima. Nel 1584, padre Nicolò di Gesù Maria Doria ritornò dalla Spagna insieme ad un gruppo di confratelli con l'intenzione di fondare un convento a Roma. A causa dell'opposizione del Nunzio di Papa Gregorio XIII, decise di fermarsi nella natia Repubblica di Genova e fondare un convento con l'aiuto economico della sua famiglia, i Doria, e delle nobili famiglie Cattaneo, Spinola e Pallavicini. 
L'atto notarile di fondazione fu firmato il 1º dicembre 1584, "vista la supplica degli abitanti della zona della cappella di Sant'Anna in Bachernia" affinché "la cappella fosse assegnata ai padri Carmelitani Scalzi dell'Ordine di Santa Maria del Monte Carmelo". Il convento, quindi, fu edificato in un'area a quel tempo fuori dalle mura della città, nel luogo in cui sorgeva una cappella itineraria dedicata a Sant'Anna, lungo il tracciato che da un portello nelle mura trecentesche - nell'attuale piazza del Portello - risaliva il crinale verso l'Appennino ligure e la pianura Padana. La zona era identificata con il fitonimo Bachernia, che ancora oggi il dà il nome alla creuza che da Sant'Anna conduce a Mura delle Chiappe, richiamando le bacche degli arbusti selvatici di rosa canina che vi crescevano in abbondanza. La cappella di Sant'Anna fu demolita poco dopo per permettere l'allargamento della chiesa, mentre altre due cappelle, quelle di Sant'Erasmo e di San Bernardo, andarono perdute nel 1626 a causa della costruzione delle Mura Nuove che racchiusero l'area all'interno della cinta muraria della citta. Negli anni successivi alla costruzione del convento, il tracciato assunse l'attuale conformazione con una doppia fila di case e ville ai lati della creuza, tra le quali il nucleo originario di Villa Acquarone, l'attuale Villa Madre Cabrini, situata a poche decine di metri dal sagrato della Chiesa. A partire dal XVII secolo, infatti, iniziò l'urbanizzazione della zona ormai protetta da mura, e il convento divenne il punto di riferimento di un borgo dal numero crescente di abitanti.

Poco dopo la fondazione del convento, vi fu aperta una farmacia conventuale che attirava molti malati bisognosi di cure. Gia' nel 1650, i primi documenti fanno menzione di una “spezieria” dei Carmelitani Scalzi da dove fra Martino di S. Antonio (1638-1721) “usciva ogni giorno per procurare il necessario per i rimedi […], da lui affluivano molti malati e non tutti guarivano dalla malattia con lo stesso rimedio, […] bisognava fare varie pozioni, farmaci, cataplasmi”. Secondo i registri storici della farmacia, tra i prodotti più usati vi erano la manna, le tavolette contro i vermi, lo zucchero bianco, decotti di china, sali d’Inghilterra, cinnamomo, rosolio, unguento di fior di papavero, una “bibita spiritosa d’incenso, mirra, aloe e spirito di vino” e l’unguento per la rogna. Tra i clienti, all’inizio del XIX secolo figuravano il medico Angelo Bruzick, il chirurgo Rocco Artisi di Voltri, il console di Danimarca Giuseppe Alessi Morellet, la spezieria dell’ospedale genovese di Pammatone, che acquistava estratto di china e rosa rossa secca, le Carmelitane scalze di Santa Teresa, le monache di San Silvestro e quelle di San Girolamo, il parroco di Crocefieschi. Qualche anno più tardi la farmacia ebbe contatti con un celebre e discusso medico parigino, il dottor Louis Le Roy, autore de La medicina curativa, un testo divulgativo la cui prima edizione italiana fu pubblicata a Bologna nel 1824 in quattro volumi.

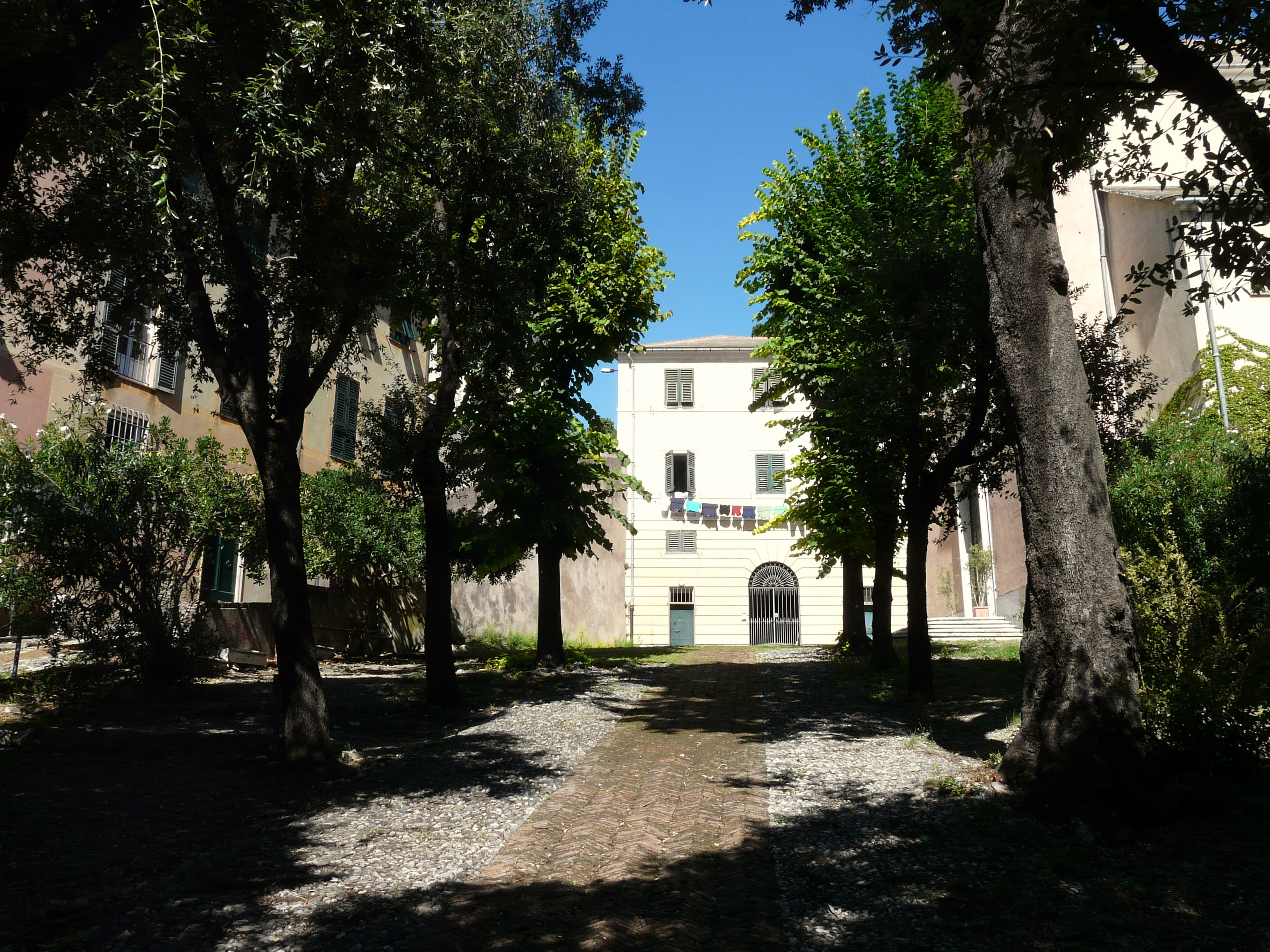
Sagrato della Chiesa

L'espansione dell'area urbana di Genova alla fine del XIX secolo vide il tracciamento della cosiddetta Circonvallazione a Monte, con il signorile corso Magenta e la Funicolare Sant'Anna costruiti immediatamente a valle della chiesa di Sant'Anna. La piazza Sant'Anna, tuttavia, con i suoi alti platani e la pavimentazione in mattoni e pietra tipica delle creuze genovesi, e il poggio di Bachernia, da cui si gode di una splendida vista sul porto e sulla città vecchia, rimangono a tutt'oggi un luogo appartato e suggestivo a pochi minuti dalla centralissima piazza Corvetto. La nuova viabilità, infatti, pur interrompendo la continuità della creuza che dal Portello sale al sagrato della chiesa di Sant'Anna, ha lasciato intatto il carattere silenzioso e appartato del borgo di Bachernia, che oggi si configura come un inaspettato recupero ambientale e paesistico nel cuore della città.
La chiesa è ancor oggi officiata dai religiosi Carmelitani Scalzi, che abitano il convento conservandone le opere d'arte e la funzione devozionale. La chiesa e la farmacia sono accessibili dalla piazza Sant'Anna o tramite un ascensore privato dalla galleria di accesso alla stazione di valle dell'Ascensore Magenta-Crocco. 

## Descrizione
La chiesa attuale fu costruita su linee semplici, ad un'unica navata, con sei cappelle laterali, un profondo presbiterio e un'abside piatta. Esternamente la chiesa conserva l’aspetto originario della costruzione cinque-seicentesca, con la liscia facciata verticale e il tetto a capanna con spioventi a pendenza accentuata, campanile e cupole.

### La facciata
La facciata presenta un pregevole portale in marmo bianco di Carrara con architrave decorato con un bassorilievo cinquecentesco raffigurante la Sacra Famiglia. In stile tardorinascimentale, il portale rappresenta, da sinistra, San Giuseppe, Maria, il Bambino, Sant'Anna la madre di Maria e un personaggio vestito con l'abito carmelitano, presumibilmente il profeta Elia ispiratore del Carmelitani, che impugna una spada fiammeggiante. In alto, in posizione prominente, lo stemma dei Carmelitani Scalzi.

### La navata e le cappelle laterali
L'unica navata riflette un semplice impianto architettonico tardorinascimentale con volta a botte. Con il passare del tempo, il semplice impianto originario fu arricchito con una decorazione in stile barocco genovese. I quattro pilastri principali ospitano, in altrettante nicchie, le imponenti statue in stucco realizzate nel 1837 da Giovanni Battista Garaventa, raffiguranti i quattro santi carmelitani: Santa Teresa di Gesu, San Giovanni della Croce, San Giuseppe e il profeta Elia. Gli affreschi della volta furono dipinti da Santo Bertelli nel 1882. 
La navata è impreziosita da sei cappelle. In senso orario da sinistra:
- La cappella di Sant'Orsola, dedicata ad Anna Grimaldi Doria, divenuta suora con il nome di Orsola, presenta una tela d'altare di Domenico Fiasella raffigurante Il martirio di Sant'Orsola come presentato da Jacopo da Varagine nella sua Leggenda Aurea[8][4][2]. La cappella ospita un presepe artistico in stile napoletano, visibile tutto l'anno, opera dell'artista genovese Silvana Giannotti e del maestro napoletano Marco Ferrigno, in cui gli abiti di ogni personaggio sono realizzati con tessuti antichi cuciti a mano[2][11].
- La cappella di Santa Teresa d'Avila il cui patronato passò nel 1616 alla famiglia Doria Dominici, presenta un altare in marmo opera di Tommaso Orsolino e una pala d'altare raffigurante la Santa Teresa incoronata da Cristo, opera di Gerardo delle Notti (Gerrit van Honthorst), maestro olandese operante in Genova all'inizio del XVII secolo specializzato in soggetti notturni a lume di candela. Inizialmente la pala era stata attribuita al pittore genovese Castellino Castello, ma questa attribuzione era stata a lungo considerata problematica[4], fino alla definitiva attribuzione a Gerardo delle Notti confermata dalla Galleria degli Uffizi di Firenze che ne ha curato il restauro nel 2015 in occasione di una mostra monografica sul maestro olandese[12]. La volta della cappella presenta ricercati stucchi dell'Orsolino e affreschi di Santo Bertelli[4][2].
- La cappella di Nostra Signora del Monte Carmelo, cappella gentilizia della famiglia Spinola di Luccoli[10], completamente ricostruita a partire dal 1616 con altare tardobarocco, opera di Tommaso Orsolino, sorretto da due angeli in marmo bianco di Carrara e completamente intarsiato in marmo policromo, una finitura atipica per Genova. Statua d'altare di Nostra Signora del Monte Carmelo, sempre opera dell'Orsolino, e lunette laterali dipinte dal pittore genovese Anton Maria Vassallo[8][4][2].
- La cappella del Crocifisso, la più antica della chiesa, in patronato alla famiglia Doria, che ospita il crocifisso processionale settecentesco di fattura spagnola. Nel XX secolo, il crocifisso è stato spostato su una parete laterale per permettere la costruzione di un nuovo altare dedicato alla santa carmelitana Teresa di Lisieux dopo la sua beatificazione avvenuta nel 1923 e canonizzazione nel 1925 ad opera di papa Pio XI[4][2]. Nella cappella si trova, inoltre, una statua settecentesca del Bambino Gesù di Praga[2].
- La cappella di San Giuseppe, costruita dalla famiglia Pallavicini, con raffinate decorazioni a stucco dorato in stile rococò riferibili ad un rifacimento avvenuto nel 1771. Pala d'altare di Agostino Ciampelli, pittore toscano del XVII secolo della scuola di Caravaggio, raffigurante Il sogno di San Giuseppe[8][4][2].
- La cappella di Sant'Andrea, inizialmente dedicata a Sant'Elia, sotto il patronato della famiglia Spinola[10]. Passata nel XVII sotto il patronato della famiglia Doria, fu intitolata a Sant'Andrea in omaggio al principe ammiraglio Andrea Doria. La pala d'altare, dipinta da Domenico Fiasella, raffigura Sant'Andrea che si avvia al martirio[4][2][8].

All'interno della chiesa sono inoltre custodite alcune tombe dal XVI al XVIII secolo e un velo da calice ricamato da Santa Teresa. 

### Il presbiterio e il coro
Il presbiterio fu completamente ristrutturato nel 1775 dalla famiglia Cattaneo che ne aveva il patronato e adeguato alle regole di architettura del Concilio di Trento. L'altare e i due portali monumentali che lo separano dal coro sono opera di Francesco Maria Schiaffino, come il grande gruppo marmoreo raffigurante Sant'Anna e Maria bambina. 
Nel coro, posto a quattro metri di altezza, un grande dipinto raffigurante Sant'Anna che assiste allo sposalizio della vergine, di scuola spagnola, opera del frate carmelitano Giovanni della Miseria del 1586.

### La controfacciata e l'organo a canne
L'organo a canne della chiesa, sormontato da una vetrata con lo stemma carmelitano, è testimonianza della scuola organaria toscana del XIX secolo. Costruito da Nicomede Agati nel 1852 e restaurato nel 1992 da Alessandro Corno. A trasmissione meccanica, ha un'unica tastiera di 50 tasti con prima ottava cromatica estesa ed una pedaliera a leggio di 17 pedali con prima ottava. 

### La clausura
La clausura è lo spazio abitato dalla comunità religiosa, normalmente non aperto al pubblico se non durante apposite visite guidate. Di particolare interesse storico-artistico si ricordano:
- Il Ritratto di Santa Teresa di fra Giovanni della Miseria, una delle due sole tele raffiguranti la santa dipinte dal vivo[2].
- La Galleria dei Ritratti, raffiguranti ventidue padri carmelitani a partire dal fondatore, Padre Nicolò Doria, fino al XVIII secolo. Vi sono raffigurati esponenti di nobili famiglie genovesi quali i Salvago, Acquarone, Durazzo, Doria, Centurione, Grimaldi, Spinola[2].

### I chiostri
Il convento ha tre chiostri:
- Il Chiostro del Pozzo, adibito nei secoli ad uno scopo funzionale per la raccolta delle acque piovane, impreziosito da una pavimentazione originale a risseu, tipico mosaico acciottolato dei sagrati delle chiese e dei giardini delle ville e dei palazzi della Liguria, dal disegno geometrico[2].
- Il Chiostro dei Limoni, piccolo giardino silenzioso circondato da un porticato, secondo i dettami dell'architettura carmelitana[2].
- Il Chiostro del Roseto, un tempo il Giardino dei Semplici per la coltivazione delle piante officinali in uso alla farmacia conventuale, oggi un rigoglioso roseto[2][7]. Alla fine del XVI secolo, il chiostro fu il luogo in cui per la prima volta furono coltivate le patate in Italia, provenienti dalle Americhe e fatte portare a scopo ornamentale dal fondatore padre Nicolò di Gesù Maria Doria, che le aveva conosciute alla corte di Filippo II re di Spagna[2][6].

### La biblioteca storica
Fin dalle origini il convento ha ospitato una ricca biblioteca. Già nell'anno 1600, secondo un catalogo redatto in quel anno e conservato nella Biblioteca Apostolica Vaticana, la biblioteca di Sant'Anna conservava 800 volumi di cui 400 stampati prima del 1584, anno di fondazione del convento. Arricchita nel corso degli anni, la biblioteca oggi presenta arredi in noce risalenti alla metà del Settecento. 

### La farmacia
La farmacia conventuale, già operante nel 1650, è tuttora aperta al pubblico. L'Antica Farmacia Sant'Anna è oggi la più antica bottega storica di Genova ancora in esercizio ed è l'unico esempio in Italia di farmacia effettiva annessa ad un convento e amministrata da religiosi: pur conservando gli arredi originali, infatti, la farmacia è equipaggiata con laboratori di ultima tecnologia per la preparazione di prodotti farmaceutici, rimedi fitoterapici, unguenti, cosmetici e integratori alimentari sotto la guida di personale qualificato a norma di legge.

## Galleria d'immagini

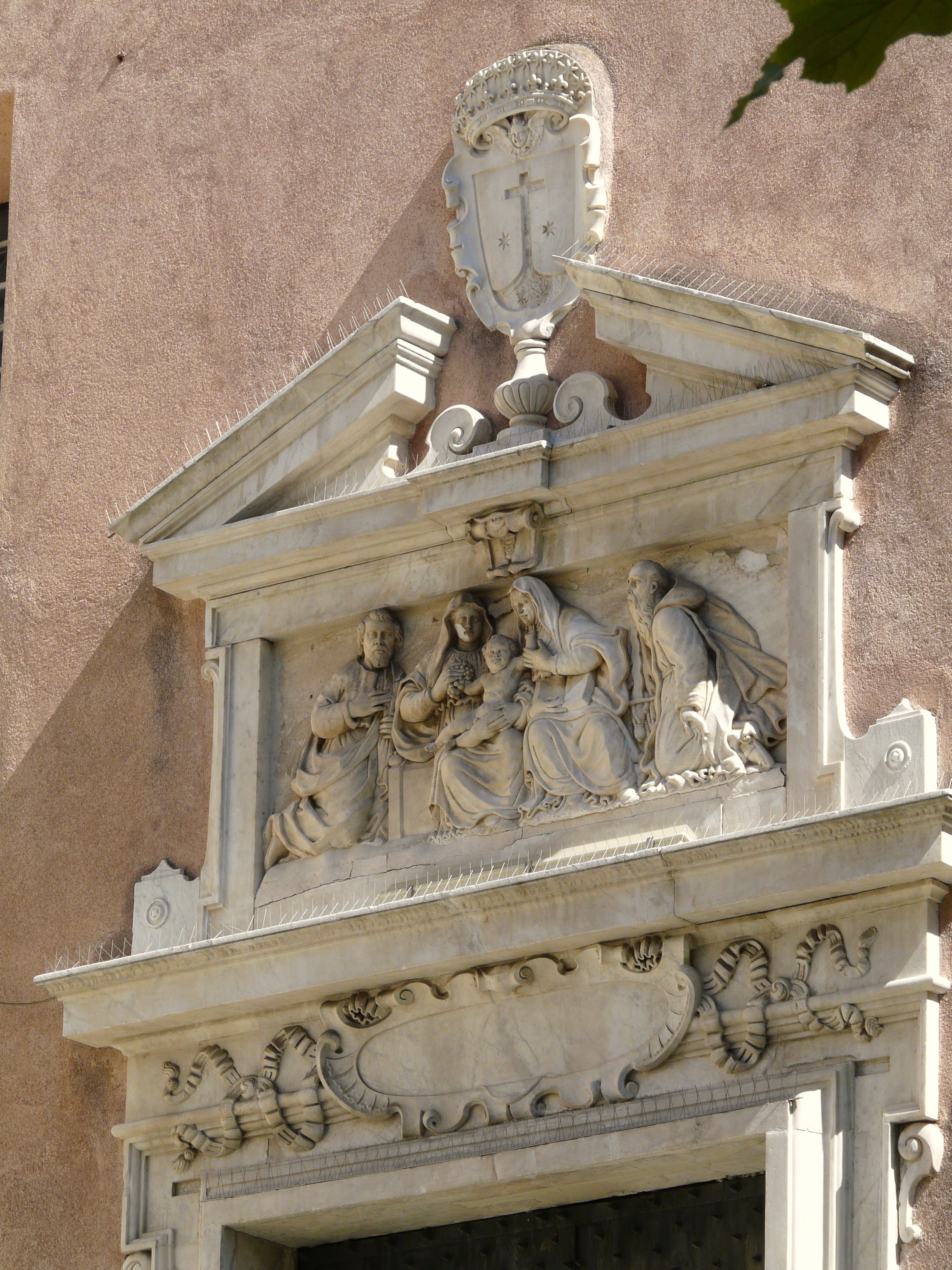
Portale d'ingresso della chiesa
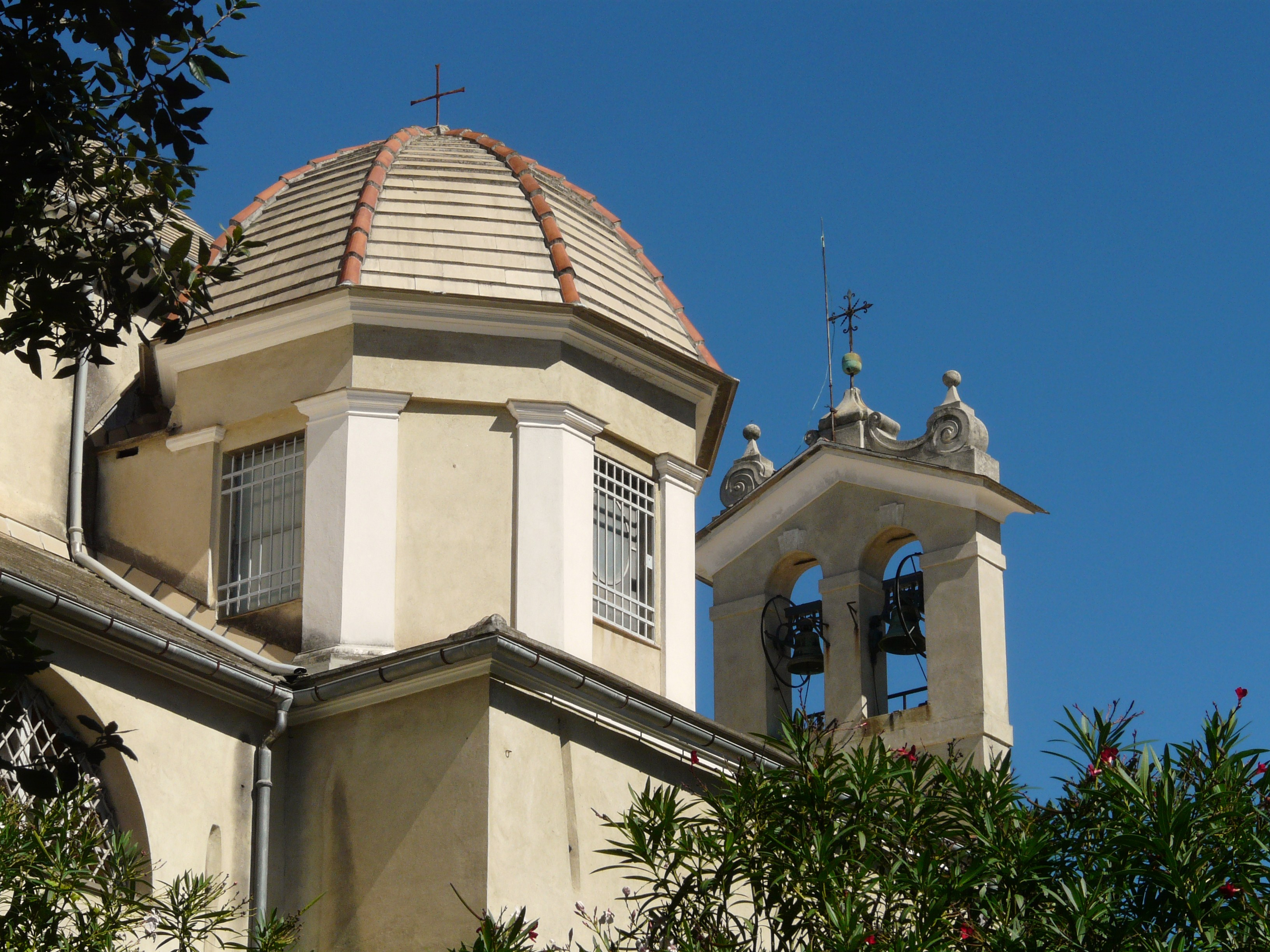
Cupola e campanile a vela
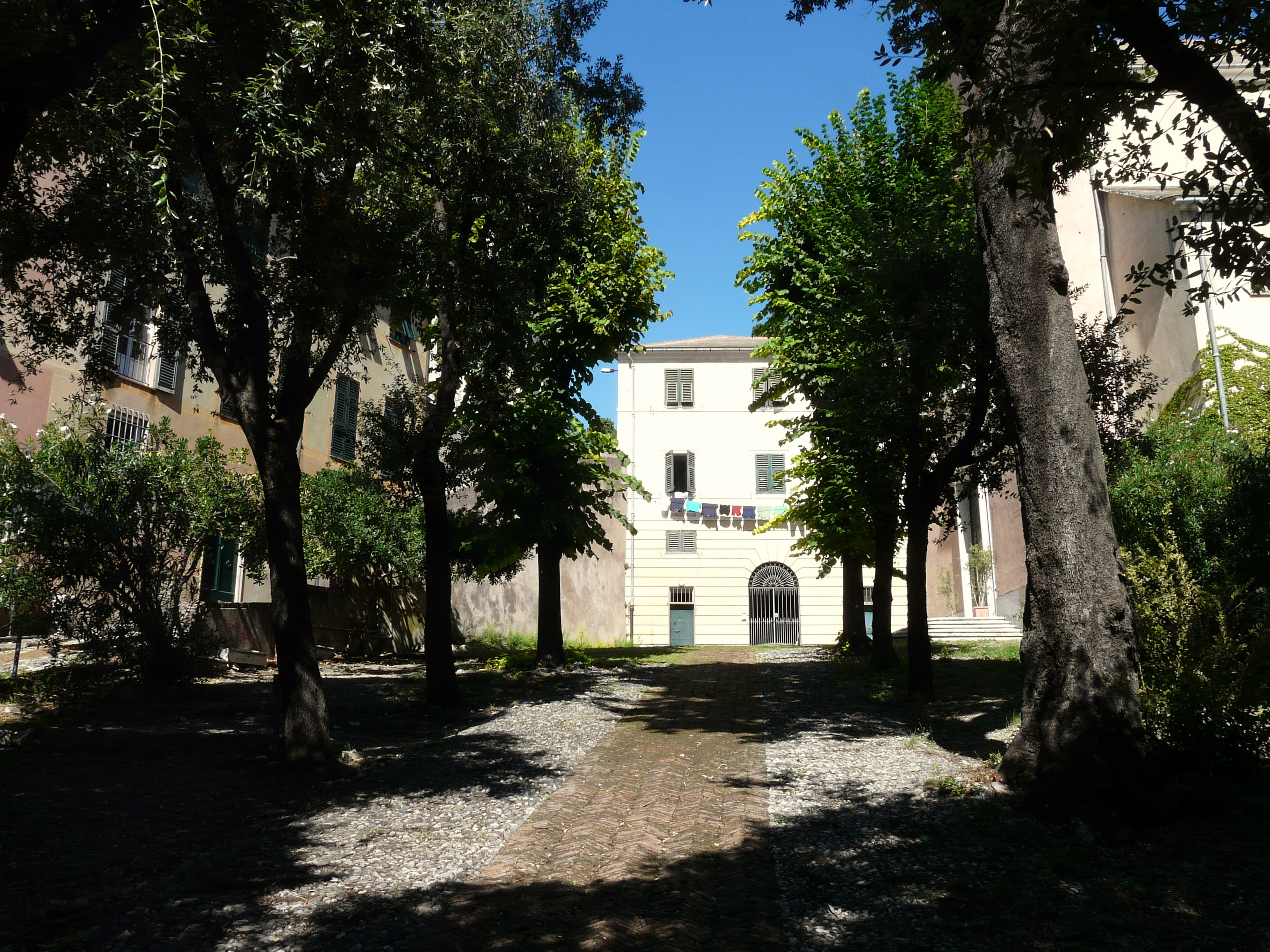
Sagrato della chiesa
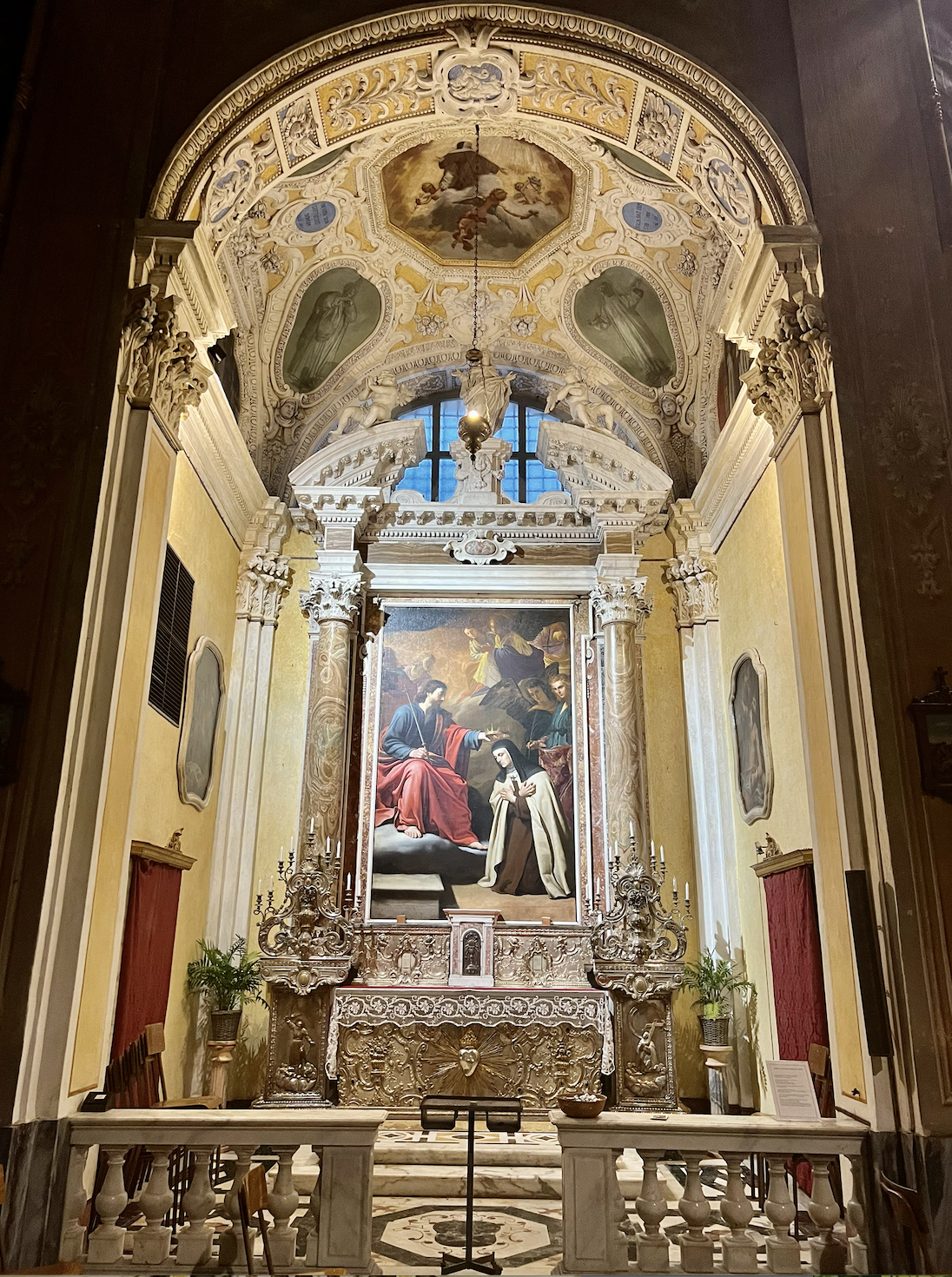
Altare di Santa Teresa d'Avila di Tommaso Orsolino e pala d'altare di Gerardo delle Notti
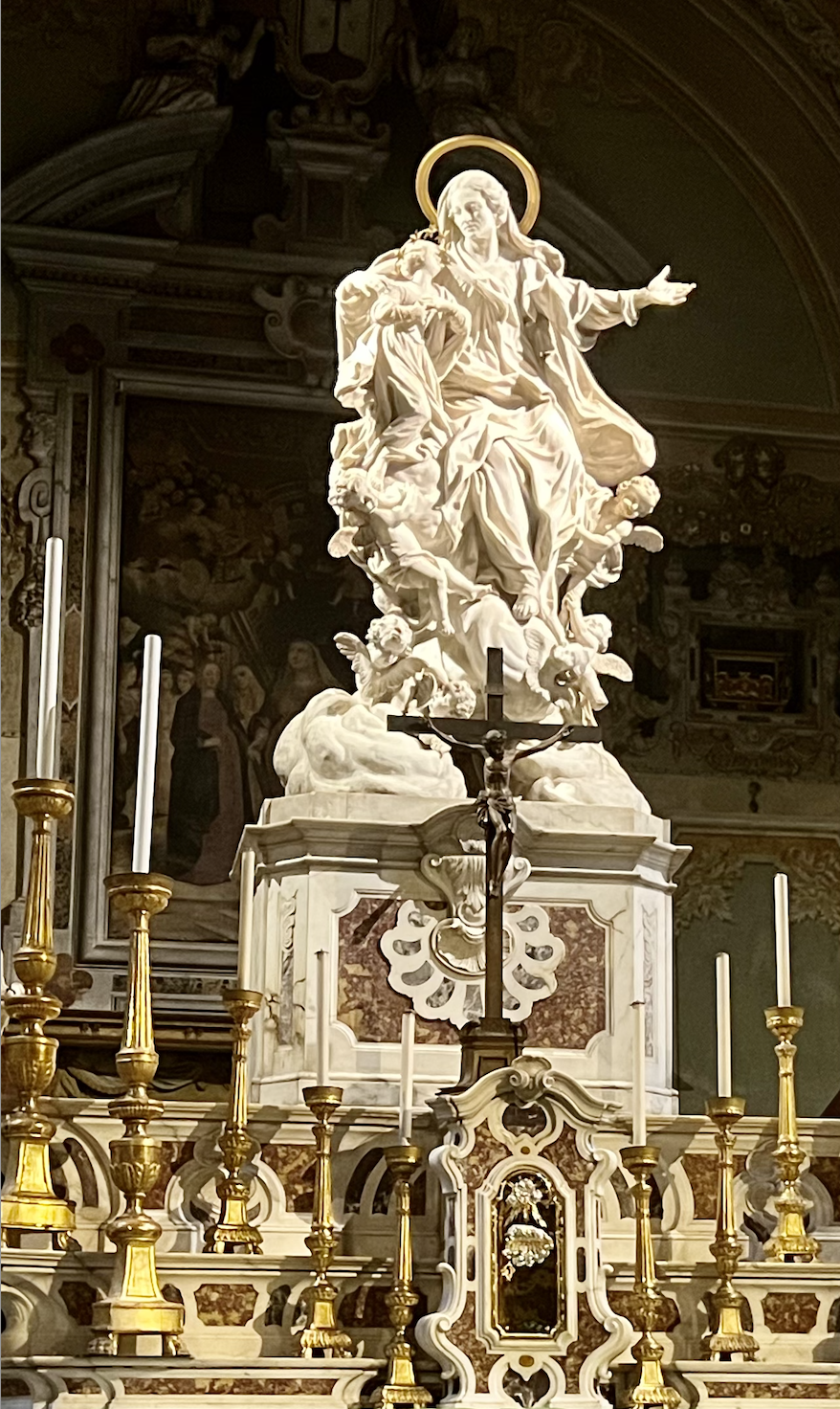
Francesco Maria Schiaffino, Statua di Sant'Anna con Maria Bambina, chiesa di Sant'Anna Genova
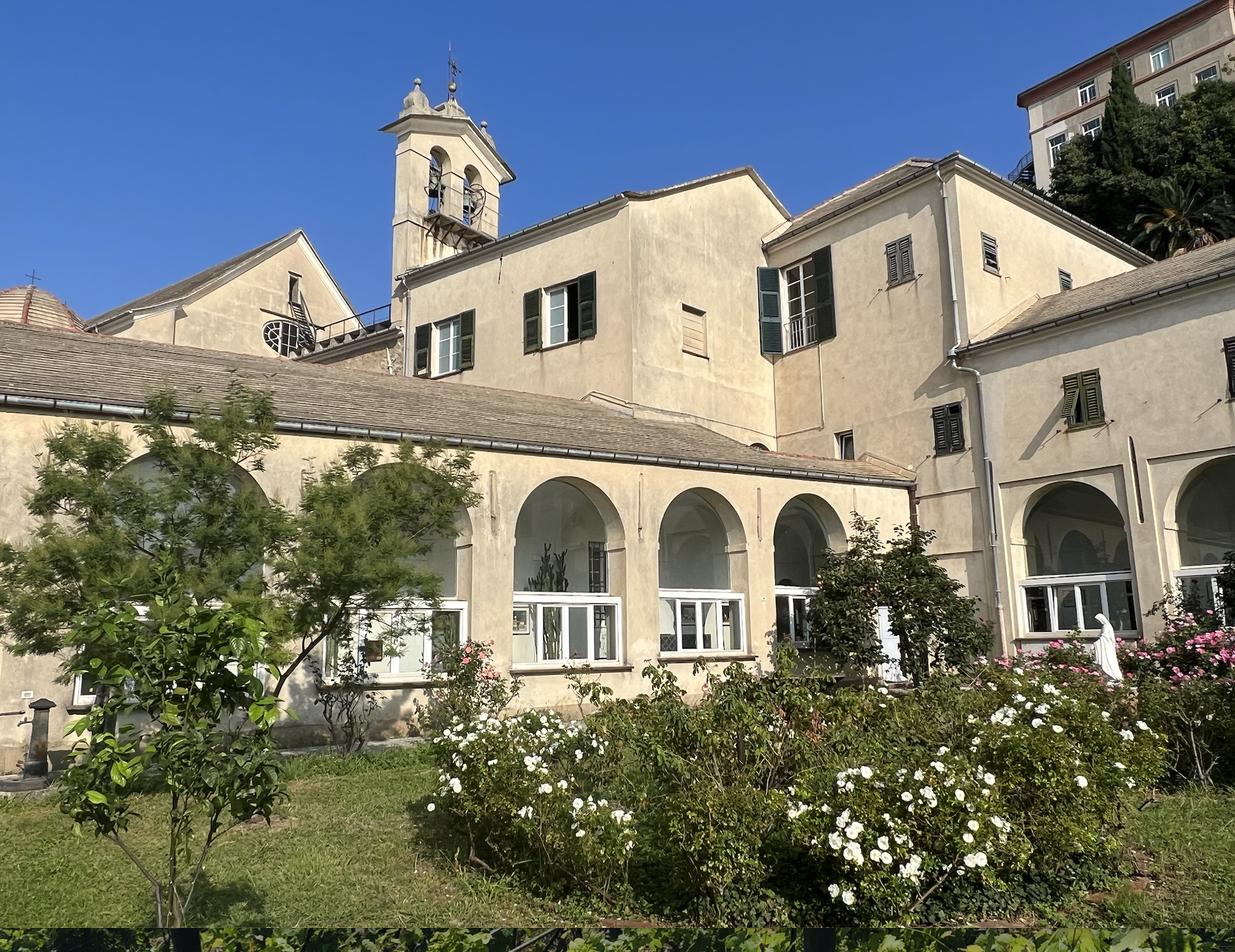
Chiostro del Roseto del Convento di Sant'Anna, Genova
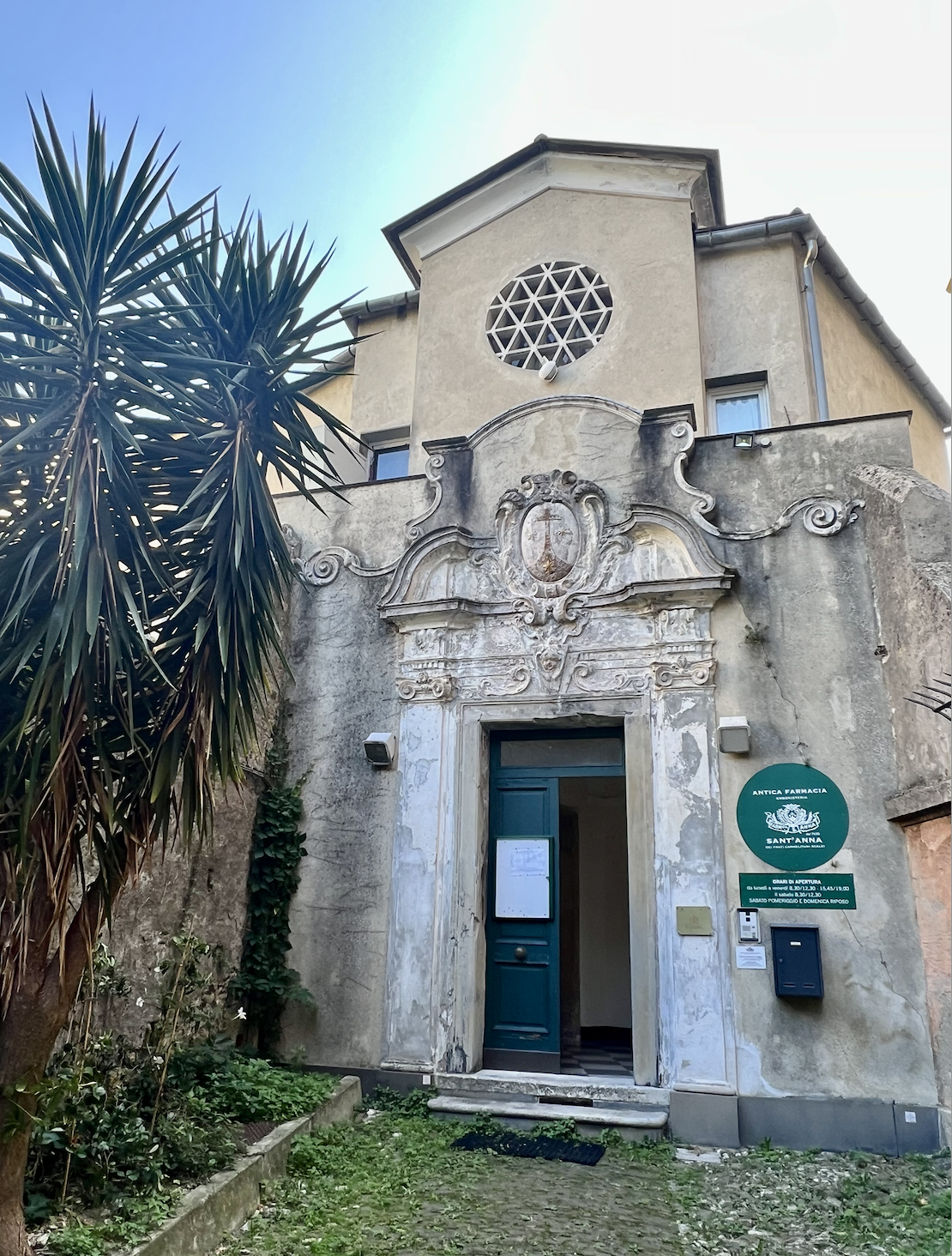
Ingresso all'Antica Farmacia Sant'Anna
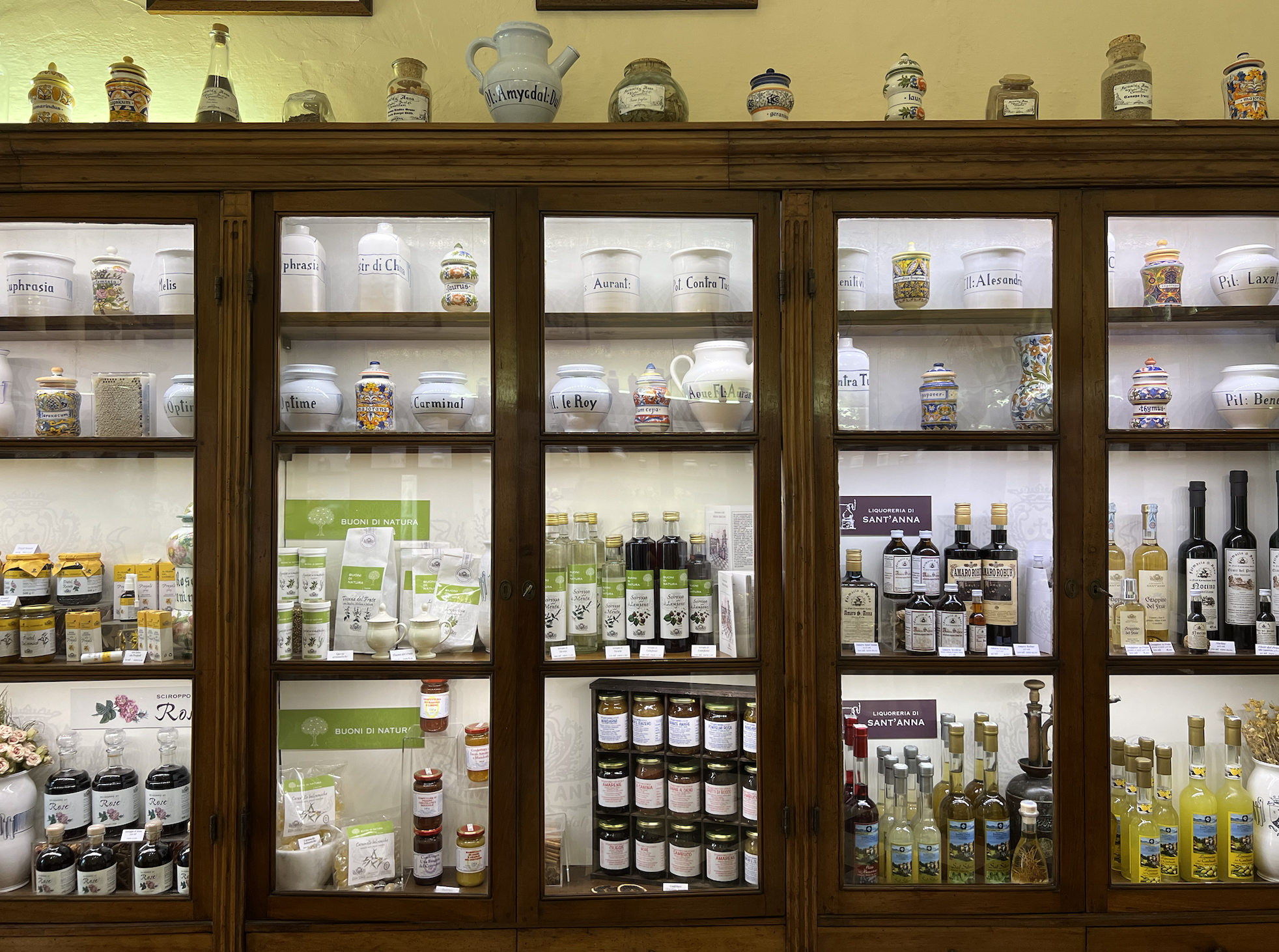
Antica Farmacia Sant'Anna 2023